# Crocidura manengubae
Crocidura manengubae är en däggdjursart som beskrevs av Rainer Hutterer 1982. Crocidura manengubae ingår i släktet Crocidura och familjen näbbmöss. IUCN kategoriserar arten globalt som sårbar. Inga underarter finns listade i Catalogue of Life.
Arten förekommer i olika bergstrakter i Kamerun. Utbredningsområdet ligger ovanför 1000 meter över havet. Crocidura manengubae lever i ursprungliga fuktiga bergsskogar.